# Ideen zur Philosophie der Geschichte der Menschheit
Ideen zur Philosophie der Geschichte der Menschheit ist eine geschichtsphilosophische Abhandlung Johann Gottfried Herders, die zwischen 1784 und 1791 im Verlag von Johann Friedrich Hartknoch in vier Teilen erschien. Herder, den man neben Goethe, Schiller und Wieland zum „Viergestirn“ der Weimarer Klassik zählt, fasste in der Abhandlung seine Erkenntnisse über die Erde und den Menschen zusammen, „dessen einziger Daseinszweck auf Bildung der Humanität gerichtet ist, der alle niedrigen Bedürfnisse der Erde nur dienen und selbst zu ihr führen sollen“.

## Editions- und Entstehungsgeschichte
Die im Jahr 1774 erschienene Abhandlung Auch eine Philosophie der Geschichte zur Bildung der Menschheit bezeichnet Herder im Vorwort der Ideen als einen Beitrag zu Beyträgen. Das neue Werk, an dem er über neun Jahre gearbeitet hat, war als weitläufigere, umfassendere und detailliertere Abhandlung seiner geschichtsphilosophischen Gedanken geplant. Den Plan für seine „Philosophie der Geschichte“ entwarf Herder im Oktober 1782. Mit der Niederschrift begann er im Frühjahr 1783. Der erste Teil, die naturphilosophische Grundlegung zu den geschichtsphilosophischen Betrachtungen, erschien im Frühjahr 1784. Die weiteren Teile folgten im April 1785 und 1787 und schließlich im Herbst 1791. Herder hatte eine weitere Fortsetzung geplant. Hierzu gibt es jedoch nur wenige Notizen im Nachlass. Heute gilt die Abhandlung allgemein als das Hauptwerk Herders.

## Inhalt
Das Werk gliedert sich in vier Teile, darin enthalten sind zwanzig Bücher, unterteilt in mit römischen Ziffern gekennzeichnete Kapitel. Es umfasst eine Vielfalt thematischer Bereiche, unter anderem Religion, Geschichte, Politik, Sprache, Literatur und Erziehung.

### Erster Teil
Erstes Buch
Ausgehend vom damaligen Wissensstand beschreibt Herder die Position unserer „Wohnstätte“, der Erde, im Weltall sowie ihre Beschaffenheit, woraus sich für die Menschheit Schlüsse ergäben, denn Herder geht von einer göttlichen Schöpfung aus.
I. Unsre Erde ist ein Stern unter Sternen
Die Erde sei nicht durch sich selbst, sondern von anderen Kräften im Weltall abhängig. Als Beispiel nennt Herder die Sonne, an welche die Erde scheinbar mit „unsichtbaren, ewigen Banden“ gebunden sei und von ihr „Licht, Wärme, Leben und Gedeihen“ erhalte. Die Verhältnisse auf der Erde seien für den Menschen optimal, daher stellt sich für Herder die Frage nach dem Sinn des Lebens („[…], was ich auf dieser Stelle sein soll und vermutlich nur auf ihr sein kann“). Im Zusammenwirken der himmlischen Kräfte erkennt der Autor die Harmonie Gottes.
II. Unsre Erde ist einer der mittleren Planeten
Der Autor bezeichnet die Erde als „mittleren Planeten“, da sie eine Mittelposition zwischen den unteren Planeten Merkur und Venus sowie den oberen Planeten Mars, Jupiter, Saturn und Uranus einnehme. Dieses „zweideutige goldne Los der Mittelmäßigkeit“ sorge für ausgeglichene Verhältnisse auf der Erde. Diese Ausgeglichenheit zeige sich auch in der Länge des Tages und des Jahres, die auf anderen Planeten entweder viel kürzer oder viel länger sei. Herder beklagt, die anderen Planeten nur mathematisch und nicht physisch, also durch Reisen, erkunden zu können.
III. Unsre Erde ist vielerlei Revolutionen durchgegangen, bis sie das, was sie jetzt ist, worden
Der Autor sieht zu Beginn der Entstehung der Erde mächtige Naturkräfte am Wirken. Die Entwicklung des Lebens habe sich in folgender Abfolge abgespielt: zu Beginn die vier Elemente, also Luft, Wasser, Feuer und Erde, als Zweites die „Pflanzenorganisation“, als Drittes „Insekten, Vögel, Wasser- und Nachttiere“, als Viertes die „gebildetern Tiere“ und schließlich der Mensch als „Blüte der Erdenschöpfung“. Da die Erde nun alt und ausgebildet sei, seien natürliche Umwälzungen seltener geworden. Herder beurteilt die Elemente – anders als Voltaire – nicht kritisch, sondern als notwendig für die Entstehung unserer Erde.
IV. Unsre Erde ist eine Kugel, die sich um sich selbst und gegen die Sonne in schiefer Richtung bewegt
Die durch die Schiefstellung verursachten Jahreszeiten seien für unser Leben bestimmend. Herder erkennt hinter den Jahreszeiten Gottes Plan.
V. Unsre Erde ist mit einem Dunstkreise umhüllet und ist im Konflikt mehrerer himmlischen Sterne
In der Luft unserer Atmosphäre sieht Herder die „Mutter aller Geschöpfe“. Des Weiteren befinde sich unsere Atmosphäre im Wechselspiel mit anderen Himmelskörpern; Herder nennt dafür als Beispiel Ebbe und Flut.
VI. Der Planet, den wir bewohnen, ist ein Erdgebirge, das über die Wasserfläche hervorragt
Herder sieht die Gebirgsformationen als die ursprüngliche Erde an, als noch keine Flüsse und Meere existiert haben. Die ältesten Reste von Nationen und Sprachen finde man besonders häufig auf Bergen. Aus Herders Sicht haben sich die rauen älteren Völker vor den fremden späteren Völkern in die Berge zurückgezogen.
VII. Durch die Strecken der Gebirge wurden unsre beiden Hemisphäre ein Schauplatz der sonderbarsten Verschiedenheit und Abwechslung
Der Autor betrachtet die Gebirge der einzelnen Kontinente, ihren Einfluss auf das Klima und somit auf den Menschen.
In Asien erstrecke sich das Gebirge sowohl „in der größesten Breite des Landes“ als auch „in die größeste Länge“,
womit vermutlich der Himalaya und der Ural gemeint sind. Der Himalaya schütze das mittlere Asien vor den kalten Nordwinden. In Afrika seien die Gebirgsketten noch zu unerforscht, um exakte Aussagen machen zu können. Herder geht davon aus, dass auch Afrika in der Länge und in der Breite von Gebirgen durchschnitten werde. Im nördlichen Amerika würden die kalten Winde aus dem  „Eisrevier“ erst unter den „Blauen Gebirgen“ milder. In Südamerika hingegen kämen die Winde vom Eise des Südpols. Angesichts der Größe der Anden und der „große[n] Ebne des Amazonenstroms“ kommt Herder zu der Aussage: „Der Riese und der Zwerg stehn hier also nebeneinander, […].“
Zweites Buch
I. Unser Erdball ist eine große Werkstätte zur Organisation sehr verschiedenartiger Wesen

II. Das Pflanzenreich unserer Erde in Beziehung auf die Menschengeschichte

III. Das Reich der Tiere in Beziehung auf die Menschengeschichte

IV. Der Mensch ist ein Mittelgeschöpf unter den Tieren der Erde
Drittes Buch
I. Vergleichung des Baues der Pflanzen und Tiere in Rücksicht auf die Organisation des Menschen

II. Vergleichung der mancherlei organischen Kräfte, die im Tier wirken

III. Beispiele vom physiologischen Bau einiger Tiere

IV. Von den Trieben der Tiere

V. Fortbildung der Geschöpfe zu einer Verbindung mehrerer Begriffe und zu einem eignen freiern Gebrauch der Sinne und Glieder

VI. Organischer Unterschied der Tiere und Menschen
Viertes Buch
I. Der Mensch ist zur Vernunftfähigkeit organisieret

II. Zurücksicht von der Organisation des menschlichen Hauptes auf die niedern Geschöpfe, die sich seiner Bildung nähern

III. Der Mensch ist zu feinern Sinnen, zur Kunst und zur Sprache organisieret

IV. Der Mensch ist zu feinern Trieben, mithin zur Freiheit organisieret

V. Der Mensch ist zur zartesten Gesundheit, zugleich aber zur stärksten Dauer, mithin zur Ausbreitung über die Erde organisieret

VI. Zur Humanität und Religion ist der Mensch gebildet

VIII. Der Mensch ist zur Hoffnung der Unsterblichkeit gebildet
Fünftes Buch
I. In der Schöpfung unsrer Erde herrscht eine Reihe aufsteigender Formen und Kräfte

II. Keine Kraft der Natur ist ohne Organ; das Organ ist aber nie die Kraft selbst, die mittelst jenem wirket

III. Aller Zusammenhang der Kräfte und Formen ist weder Rückgang noch Stillstand, sondern Fortschreitung

IV. Das Reich der Menschenorganisation ist ein System geistiger Kräfte

V. Unsre Humanität ist nur Vorübung, die Knospe zu einer zukünftigen Blume

VI. Der jetzige Zustand der Menschen ist wahrscheinlich das verbindende Mittelglied zweier Welten

### Zweiter Teil
Sechstes Buch
I. Organisation der Völker in der Nähe des Nordpols

II. Organisation der Völker um den asiatischen Rücken der Erde

III. Organisation des Erdstrichs schöngebildeter Völker

IV. Organisation der afrikanischen Völker

V. Organisation der Menschen in den Inseln des heißen Erdstrichs

VI. Organisation der Amerikaner

VII. Schluß
Siebentes Buch
I. In so verschiedenen Formen das Menschengeschlecht auf der Erde erscheint, so ist’s doch überall ein und dieselbe Menschengattung

II. Das Eine Menschengeschlecht hat sich allenthalben auf der Erde klimatisieret

III. Was ist Klima  und welche Wirkung hat’s auf die Bildung des Menschen an Körper und Seele?

IV. Die genetische Kraft ist die Mutter aller Bildungen auf der Erde, der das Klima feindlich oder freundlich nur zuwirket

V. Schlußanmerkungen über den Zwist der Genesis und des Klima
Achtes Buch
I. Die Sinnlichkeit unsres Geschlechts verändert sich mit Bildungen und Klimaten; überall aber ist ein menschlicher
Gebrauch der Sinne das, was zur Humanität führet

II. Die Einbildungskraft der Menschen ist allenthalben organisch und klimatisch; allenthalben aber wird sie von der Tradition geleitet

III. Der praktische Verstand des Menschengeschlechts ist allenthalben unter Bedürfnissen der Lebensweise erwachsen; allenthalben aber ist er eine Blüte des Genius der Völker, ein Sohn der Tradition und Gewohnheit

IV. Die Empfindungen und Triebe der Menschen sind allenthalben dem Zustande, worin sie leben, und ihrer Organisation gemäß; allenthalben aber werden sie von Meinungen und der Gewohnheit regieret

V. Die Glückseligkeit der Menschen ist allenthalben ein individuelles Gut, folglich allenthalben klimatisch und organisch, ein Kind der Übung, der Tradition und Gewohnheit
Neuntes Buch
I. So gern der Mensch alles aus sich selbst hervorzubringen wähnet, so sehr hanget er doch in der Entwicklung seiner Fähigkeiten von andern ab

II. Das sonderbare Mittel zur Bildung der Menschen ist Sprache

III. Durch Nachahmung, Vernunft und Sprache sind alle Wissenschaften und Künste des Menschengeschlechts erfunden worden

IV. Die Regierungen sind festgestellte Ordnungen unter den Menschen, meistens aus ererbter Tradition

V. Religion ist die älteste und heiligste Tradition der Erde
Zehntes Buch
I. Unsre Erde ist für ihre lebendige Schöpfung eine eigengebildete Erde

II. Wo war die Bildungsstätte und der älteste Wohnsitz der Menschen?

III. Der Gang der Kultur und Geschichte gibt historische Beweise, daß das Menschengeschlecht in Asien entstanden sei

IV. Asiatische Traditionen über die Schöpfung der Erde und den Ursprung des Menschengeschlechtes

V. Älteste Schrifttradition über den Ursprung der Menschengeschichte

VI. Fortsetzung der ältesten Schrifttradition über den Anfang der Menschengeschichte

VII. Schluß der ältesten Schrifttradition über den Anfang der Menschengeschichte

### Dritter Teil
Elftes Buch
I. China

II. Kotschinchina, Tongking, Laos, Korea, die östliche Tatarei, Japan

III. Tibet

IV. Indostan

V. Allgemeine Betrachtungen über die Geschichte dieser Staaten
Zwölftes Buch
I. Babylon, Assyrien, Chaldäa

II. Meder und Perser

III. Hebräer

IV. Phönizien und Karthago

V. Ägypten

VI. Weitere Ideen zur Philosophie der Menschengeschichte
Dreizehntes Buch
I. Griechenlands Lage und Bevölkerung

II. Griechenlands Sprache, Mythologie und Dichtkunst

III. Künste der Griechen

IV. Sitten- und Staatenweisheit der Griechen

V. Wissenschaftliche Übungen der Griechen

VI. Geschichte der Veränderungen Griechenlands

VII. Allgemeine Betrachtungen über die Geschichte Griechenlands
Vierzehntes Buch
I. Etrusker und Lateiner

II. Roms Einrichtungen zu einem herrschenden Staats- und Kriegsgebäude

III. Eroberungen der Römer

IV. Roms Verfall

V. Charakter, Wissenschaften und Künste der Römer

VI. Allgemeine Betrachtungen über das Schicksal Roms und seine Geschichte
Fünfzehntes Buch
I. Humanität ist der Zweck der Menschnatur, und Gott hat unserm Geschlecht mit diesem Zweck
sein eigenes Schicksal in die Hände gegeben

II. Alle zerstörenden Kräfte in der Natur müssen den erhaltenden Kräften mit der Zeitenfolge nicht nur unterliegen, sondern auch
selbst zuletzt nur Ausbildung des Ganzen dienen

III. Das Menschengeschlecht ist bestimmt, mancherlei Stufen der Kultur in mancherlei Veränderungen zu durchgehen; auf Vernunft und Billigkeit aber ist der dauernde Zustand seiner Wohlfahrt wesentlich und allein gegründet

IV. Nach Gesetzen ihrer innern Natur muß mit der Zeitenfolge auch die Vernunft und Billigkeit unter den Menschen mehr Platz gewinnen und eine daurendere Humanität befördern

V. Es waltet eine weise Güte im Schicksal der Menschen; daher es keine schönere Würde, kein dauerhafteres und reineres Glück gibt, als im Rat derselben zu wirken

### Vierter Teil
Sechzehntes Buch
I. Vasken, Galen und Kymren

II. Finnen, Letten und Preußen

III. Deutsche Völker

IV. Slawische Völker

V. Fremde Völker in Europa

VI. Allgemeine Betrachtungen und Folgen
Siebenzehntes Buch
I. Ursprung des Christentums, samt den Grundsätzen, die in ihm lagen

II. Fortpflanzung des Christentums in den Morgenländern

III. Fortgang des Christentums in den griechischen Ländern

IV. Fortgang des Christentums in den lateinischen Provinzen
Achtzehntes Buch
I. Reiche der Westgoten, Sueven, Alanen und Wandalen

II. Reiche der Ostgoten und Langobarden

III. Reiche der Alemannen, Burgunder und Franken

IV. Reiche der Sachsen, Normannen und Dänen

V. Nordische Reiche und Deutschland

VI. Allgemeine Betrachtung über die Einrichtung der deutschen Reiche in Europa
Neunzehntes Buch
I. Römische Hierarchie

II. Wirkung der Hierarchie auf Europa

III. Weltliche Schirmvogteien der Kirche

IV. Reiche der Araber

V. Wirkung der arabischen Reiche

VI. Allgemeine Betrachtung
Zwanzigstes Buch
I. Handelsgeist in Europa

II. Rittergeist in Europa

III. Kreuzzüge und ihre Folgen

IV. Kultur der Vernunft in Europa

V. Anstalten und Entdeckungen in Europa

VI. Schlußanmerkung

## Rezeption

### Goethe
In der Italienischen Reise gibt Goethe einen Brief an die Weimarer Freunde vom Oktober 1787 wieder, in dem er sich über die Ideen äußert:

„Über seinen Gott möchte ich gerne mit Herdern sprechen. Zu bemerken ist mir ein Hauptpunkt: man nimmt dieses Büchlein, wie andere, für Speise, da es eigentlich die Schüssel ist. Wer nichts hineinzulegen hat findet sie leer. […] Halte man dagegen ein Buch wie den dritten Teil der Ideen, sehe erst was es ist und frage sodann, ob der Autor es hätte schreiben können ohne jenen Begriff von Gott zu haben? Nimmermehr! Denn eben das Echte, Große[,] Innerliche was es hat, hat es in, aus, und durch jenen Begriff von Gott und der Welt.“

Johann Peter Eckermann gibt einen Dialog wieder, in dem er Goethe fragt, „was er für das Beste seiner [Herders] Werke halte“, worauf Goethe entgegnet:

„Seine Ideen zur Geschichte der Menschheit“, antwortete Goethe, „sind unstreitig das Vorzüglichste. Später warf er sich auf die negative Seite, und da war er nicht erfreulich.“

Mit seinem Werk beeinflusste Herder sowohl die humanistische Vorstellung eines allgemeinen Weltbürgertums als auch den europäischen Nationalismus.

### Kant
In den Ideen (I, 5, IV;V) entwickelt Herder seinen Begriff von der Immaterialität der Seele an den Beispielen der schöpferischen Dichtung, des Wahns und des Schlafs. Diese Vorgänge und Leistungen des Bewusstseins stellen „nach Gesetzen geistiger Verbindung“ ablaufende Prozesse von Assoziationen dar. Herder bedient sich des Sinnbilds des Schmetterlings, der nach einer schlaf- oder todesähnlichen Verpuppungszeit körperlich radikal verändert und zu anderen Lebenszwecken ausgestattet schlüpft, als Analogie des „werdende[n], d.i. übergehende[n] Geschöpfe[s]“. Selbst zu schwach um seine weitere Ausbildung zu lenken, „entschlummert [es] also und erwacht nur, wenn es ausgebildet da ist.“
Herder steht hier in der Tradition des Leibnizschen Denkens, geriet aber in Gegensatz zur Philosophie Immanuel Kants: Dieser rezensierte Herders Ideen 1785 anonym in der Jenaer Allgemeinen Literatur-Zeitung zu Band I und II, sowie in den Aufsätzen Idee zu einer allgemeinen Geschichte in weltbürgerlicher Absicht (Januar 1786) und Muthmaßlicher Anfang der Menschheitsgeschichte (November 1786) in der Berlinischen Monatsschrift. Herder antwortete erst 1799 mit der Publikation der Metakritik zur Kritik der reinen Vernunft.

## Ausgaben
- Johann Friedrich Hartknoch, Riga / Leipzig 1784–1791; Digitalisat Bd. 1, Bd. 2, Bd. 3, Bd. 4
- Ausgabe in vier Bänden. Hrsg. von Johann von Müller. Haasische Buchhandlung, Wien 1813.
- Herders Ausgewählte Werke. Band 4. Herausgegeben von Bernhard Suphan. Weidmannsche Buchhandlung, Berlin 1887.
- nach der historisch-kritischen Ausgabe, hrsg. von Bernhard Suphan, mit einem Vorwort von Gerhart Schmidt. Melzer, Darmstadt 1966; Nachdruck: Fourier, Wiesbaden 1985.
- Werke in 10 Bänden. Band 6. Herausgegeben von Martin Bollacher. Deutscher Klassiker Verlag, Frankfurt am Main 1989.

Online
- Ideen zur Philosophie der Geschichte der Menschheit bei Zeno.org.